# Banwell
Banwell is een civil parish in het bestuurlijke gebied North Somerset, in het Engelse graafschap Somerset met 2919 inwoners.